# 中國黨旗
中國黨旗指的是中國政治史上各黨派使用的旗幟。以下列出兩岸四地大中華地區各政治黨派使用的黨旗。

## 列表
| 旗幟 | 政黨       | 設計   | 使用                                      |
| ---- | ---------- | ------ | ----------------------------------------- |
|      | 中國國民黨 | 陸皓東 | 1895年2月21日—至今 （130年5个月又5天）    |
|      | 中國共產黨 | 曾聯松 | 1921年7月21日—1996年9月21日 （75年2个月） |
|      | 中國致公黨 | 廖仲愷 | 1925年10月1日—1950年4月1日 （24年6个月）  |
|      | 中國青年黨 | 未知   | 1923年12月2日—至今 （101年7个月3周又3天） |